# 22. juni
22. juni er dag 173 i året i den gregorianske kalender (dag 174 i skudår). Der er 192 dage tilbage af året.
De ti tusinde martyrers dag. Efter traditionen lod kejser Diocletian omkring år 303 titusinder af kristne som nægtede at ofre til de hedenske guder korsfæste nøgne på bjerget Ararat.
Første dag i krebsens tegn, hvis stjerne billede er Månen. Latin: Cancer.

### Begivenheder
Født - Dødsfald
- 1534 - Grevens Fejde: Grev Christoffer af Oldenburg søger med en større sværtbevæbnet hær tilhængere på Sjælland for sin sag ved at genindføre den afsatte Christian 2.'s bondelov. Bønderne holder sig dog stort set i ro.
- 1799 - De første basisenheder for meteren og kilogrammet bliver deponeret i Paris.
- 1906 - Den danske prins Carl lader sig krone som kong Haakon 7. af Norge.
- 1911 - George 5. krones til ny britisk konge efter Edvard 7. efter formelt at have været konge siden sidstnævntes død året forinden.
- 1940 - I den samme togvogn og på samme sted (Compiègne-skoven i Frankrig) som våbenstilstanden i 1. verdenskrig i 1918 blev aftalt indgår Frankrig våbenstilstand med Tyskland og kapitulerer dermed.
- 1941 - Tyskland angriber tidligt på morgenen Sovjetunionen og erklærer krig. Angrebet bliver kaldt ”Operation Barbarossa”. Samtidig erklærer Italien og Rumænien Sovjetunionen krig.
- 1941 - Den tyske besættelsesmagt giver ordre til, at alle danske kommunister skal arresteres og interneres.
- 1944 - Det lykkes sabotagegrupperne BOPA, Holger Danske og Korps Aagesen at sprænge Danmarks eneste våbenfabrik Riffelsyndikatet (Dansk Industri Syndikat) i luften.
- 1958 - Som den første kvinde nogensinde springer rumæneren Yolanda Balas 1,80 meter i højdespring.
- 1963 - Kardinalerne i Vatikanet vælger Paul 6. til ny pave.
- 1970 - En hedebølge i Danmark resulterer i tørke, og 7 hektar af Troldeskoven ved Tisvildeleje og flere plantager i Jylland brænder.
- 1980 - Vesttyskland vinder EM i fodbold i Rom ved at slå Belgien med 2-1 i finalen.
- 1983 - Højesteret afgør den 9 år gamle skattesag mod Fremskridtspartiets leder Mogens Glistrup med idømmelse af 3 års ubetinget fængsel og en tillægsbøde på 1 million kr. Retssagen var startet i oktober 1974 ved byretten.
- 1986 - Den argentinske fodboldspiller Diego Maradona scorer et af de mest blændende mål samt et af de mest kontroversielle (med "Guds hånd") i kampen mod England under VM-slutrunden.
- 1990 - Kontrolpunktet Checkpoint Charlie i det nu genforenede Berlin bliver fjernet og bringes på museum.
- 1995 - Som den første danske minister i over 80 år bliver forhenværende justitsminister Erik Ninn-Hansen (C) dømt ved en rigsretssag. Afgørelsen er ikke enstemmig, idet 15 stemmer for skyldig, mens 8 stemmer for ikke-skyldig.
- 1996 - I Århus indvies den på ny blotlagte Århus Å, der straks bliver et populært åndehul, især for byens unge.
- 2005 - To Hells Angels-rockere frikendes af de juridiske dommere i en narkosag i Vestre Landsret, selv om nævningene har kendt dem skyldige.

### Født
- 1767 - Wilhelm von Humboldt, tysk diplomat og filosof (død 1835).
- 1798 - Ditlev Blunck, dansk maler (død 1854).
- 1850 - Frants Henningsen, dansk maler (død 1908).
- 1856 - H. Rider Haggard, engelsk forfatter (død 1925).
- 1868 - Sven Lange, dansk forfatter, teater- og litteraturkritiker (død 1930).
- 1874 - Viggo Jensen, dansk idrætsudøver og første danske OL-guldvinder (død 1930).
- 1898 - Erich Maria Remarque, tysk forfatter (død 1970).
- 1906 - Billy Wilder, østrigsk-amerikansk filminstruktør (død 2002).
- 1907 - Erik Fiehn, dansk komponist og kortfilminstruktør (død 1977).
- 1910 - Konrad Zuse, tysk ingeniør (død 1995).
- 1913 - Ole Hagen, dansk arkitekt (død 1984).
- 1916 - Jørgen Røjel, dansk overlæge og modstandsmand (død 2007).
- 1925 - Peter Seeberg, dansk forfatter (død 1999).
- 1936 - Kris Kristofferson, amerikansk skuespiller og sanger.
- 1938 - Hans Grønfeldt, dansk journalist.
- 1941 - Ed Bradley, amerikansk journalist (død 2006).
- 1941 - Michael Lerner, amerikansk skuespiller (død 2023).
- 1943 - Klaus Maria Brandauer, østrigsk skuespiller.
- 1944 - Charlotte Neergaard, dansk skuespiller (død 1999).
- 1945 - Jens Christian Lund, dansk oberst og folketingsmedlem.
- 1946 - Lykke Nielsen, dansk skuespiller og forfatter (død 2006).
- 1947 - Flemming Antony, dansk sanger og avisejer.
- 1947 - Leelo Tungal, estisk poet, børnebogsforfatter, redaktør og librettist.
- 1948 - Hans-Pavia Rosing, grønlandsk politiker og tidligere folketingsmedlem.
- 1949 - Meryl Streep, amerikansk skuespillerinde.
- 1953 - Cyndi Lauper, amerikansk sanger.
- 1957 - Anna Grue, dansk forfatter.
- 1959 - Michael Wikke, dansk skuespiller og instruktør.
- 1959 - Ditte Gråbøl, dansk skuespillerinde.
- 1961 - Jimmy Somerville, skotsk sanger i Bronski Beat.
- 1961 - Uffe Rørbæk Madsen, dansk musiker, sanger og komiker i De Nattergale.
- 1964 - Dan Brown, amerikansk forfatter.
- 1964 - Amy Brenneman, amerikansk skuespiller.
- 1968 - Timm Vladimir, dansk skuespiller, sanger og danser.
- 1974 - Jo Cox, britisk politiker og parlamentsmedlem (død 2016).
- 1983 - Ditte Hapel, dansk model, radio- og tv-vært.

### Dødsfald
- 1874 - Howard Staunton, engelsk skakspiller og forfatter (født 1810).
- 1874 - Elias Sehlstedt, svensk digter (født 1808).
- 1879 - William Charles Cotton, engelsk præst, missionær og biavler (født 1813)
- 1888 - Edmund Neupert, norsk komponist og pianist (født 1842).
- 1932 - Bernhard Lauritz Frederik Bang, dansk dyrelæge (født 1848).
- 1917 - Kristian Zahrtmann, dansk maler (født 1843).
- 1953 - Ferdinand Salling, dansk købmand. (født 1880).
- 1965 - David O. Selznick, amerikansk filmproducer (født 1902).
- 1969 - Judy Garland, amerikansk skuespillerinde og sangerinde (født 1922).
- 1974 - Vilhelm la Cour, dansk historiker (født 1883).
- 1978 - Jens Otto Krag, dansk statsminister (født 1914).
- 1987 - Fred Astaire, amerikansk filmstjerne og danser (født 1899).
- 1987 - Mogens Boisen, dansk oversætter og officer (født 1910).
- 1990 - Steen Eiler Rasmussen, dansk arkitekt (født 1898).
- 1992 - Paul Valjean, amerikansk koreograf, danser og skuespiller (født 1935).
- 1997 - Ted Gärdestad, svensk sanger (født 1956).
- 2008 - George Carlin, amerikansk stand-upkomiker, skuespiller og forfatter (født 1937).
- 2013 - Allan Simonsen, dansk racerkører (født 1978).
- 2013 - Henning Larsen, dansk arkitekt (født 1925).
- 2013 - Jens Jørgen Brinch, dansk fodboldkommentator (født 1956).

|  | Denne datoartikel kan blive bedre, hvis der indsættes et (bedre) billede Du kan hjælpe ved at afsøge Wikimedia Commons for et passende billede eller uploade et godt billede til Wikimedia Commons iht. de tilladte licenser og indsætte det i artiklen. |